# Mondocane
Cet article concerne le film d'action de 2021. Pour le documentaire mondo de 1962, voir Cette chienne de vie.
Pour plus de détails, voir Fiche technique et Distribution.
Mondocane est un film d'action italien réalisé par Alessandro Celli (it) et sorti en 2021.

## Synopsis
Dans un futur proche, Tarente est devenue une ville fantôme désolée, entourée de barbelés. À l'intérieur, où personne n'ose pénétrer, les quelques habitants mènent une existence misérable et violente, tentant de survivre tant bien que mal. A côté d'eux, il y a les Fourmis (Formiche en VO), une bande criminelle dirigée par le charismatique Testacalda, leur chef. Les Fourmis se battent pour la domination du territoire avec un autre gang rival local.
C'est dans cet environnement violent que vivent Pietro et Christian, deux jeunes orphelins de 13 ans qui ont grandi côte à côte et partagent le même rêve : rejoindre le gang. Christian, malgré son surnom de Pisciasotto, réussit à affronter et à passer avec succès les tests pour intégrer le groupe, contrairement à Pietro, surnommé Mondocane. C'est à partir de ce moment que quelque chose se fissure dans le lien fort qui unit les deux amis.

## Fiche technique
- Titre original italien et français : Mondocane[1]
- Réalisateur : Alessandro Celli (it)
- Scénario : Alessandro Celli (it), Antonio Leotti (it)
- Photographie : Giuseppe Maio
- Montage : Clelio Benevento
- Musique : Federico Bisozzi, Davide Tomat
- Décors : Fabrizio D'Arpino
- Production : Matteo Rovere, Santo Versace, Gianluca Curti
- Sociétés de production : Groenlandia, Minerva Pictures, Rai Cinema
- Pays de production :  Italie
- Langue originale : italien
- Format : couleurs - 2,39:1
- Durée : 110 minutes
- Genre : film d'action
- Dates de sortie :
  - France : 1er février 2021 (vidéo à la demande)
  - Italie : 3 septembre 2021

## Distribution
- Alessandro Borghi : Testacalda
- Barbara Ronchi : Katia
- Dennis Protopapa : Mondocane
- Giuliano Soprano : Pisciasotto
- Adriano Novelli : Bombino
- Lavinia Novelli : Randagia
- Ludovica Nasti : Sabrina
- Federica Torchetti : Sanghe
- Josafat Vagni (it) : Tiradritto
- Francesco Simon : policier
- Pinuccio Sinisi (it) : Fulmine
- Giorgia Salari : la dame de la villa